# Efim Zelmanov
Efim Isaakovich Zelmanov (em russo:  Ефим Исаакович Зельманов; Khabarovsk, 7 de setembro de 1955) é um matemático russo.